# Sarcophyton digitatum
Sarcophyton digitatum is een zachte koraalsoort uit de familie Alcyoniidae. De koraalsoort komt uit het geslacht Sarcophyton. Sarcophyton digitatum werd in 1919 voor het eerst wetenschappelijk beschreven door Moser. 